# Arnold Watson Hutton
Arnold Pencliffe Watson Hutton (hiszp. Arnoldo Watson Hutton) (ur. 20 sierpnia 1886 w Buenos Aires, zm. 29 lipca 1951 w Buenos Aires) – argentyński piłkarz, grający podczas kariery na pozycji napastnika.

## Kariera klubowa
Arnold Watson Hutton był synem Alexandera Watson Huttona, który jest uznawany za jednego z ojców argentyńskiego futbolu. Hutton rozpoczął karierę w klubie Alumni AC w 1902. W barwach Alumni zadebiutował jeszcze przed 16-mi urodzinami 13 kwietnia 1902.
Z Alumni ośmiokrotnie zdobył mistrzostwo Argentyny w 1902, 1903, 1905, 1906, 1907, 1909, 1910 i 1911. W latach 1911–1914 był zawodnikiem Belgrano AC. 
Obok piłki nożnej Hutton uprawiał również: krykiet, tenis i piłkę wodną.

## Kariera reprezentacyjna
W reprezentacji Argentyny Hutton występował w latach 1906–1913. W reprezentacji zadebiutował 21 października 1906 w wygranym 2-1 meczu z Urugwajem, którego stawką była Copa Newton. Hutton w 15 min strzelił pierwszą bramkę meczu.
W 1910 został powołany na pierwszą, jeszcze nieoficjalną edycję Mistrzostw Ameryki Południowej, który wówczas nazywał się Copa Centenario Revolución de Mayo 1910. Na turnieju w Buenos Aires Hutton wystąpił w meczu Argentyny z Urugwajem, w którym w 50 min strzelił 3 bramkę dla albicelestes. Ostatni raz w reprezentacji Hutton wystąpił 9 lipca 1913 w wygranym 2-1 meczu z Urugwajem, którego stawką było Copa Presídente Roque Sáenz Peña. Ogółem w barwach albicelestes wystąpił w 17 meczach, w których zdobył 6 bramek.
| Mecze i gole w reprezentacji | Mecze i gole w reprezentacji | Mecze i gole w reprezentacji | Mecze i gole w reprezentacji | Mecze i gole w reprezentacji | Mecze i gole w reprezentacji | Mecze i gole w reprezentacji |
| #                            | Data                         | Miasto                       | Przeciwnik                   | Gol                          | Wynik                        | Rozgrywki                    |
| ---------------------------- | ---------------------------- | ---------------------------- | ---------------------------- | ---------------------------- | ---------------------------- | ---------------------------- |
| 1.                           | 21.10.1906                   | Buenos Aires                 | Urugwaj                      | Gol                          | 2:1                          | Copa Newton                  |
| 2.                           | 15.08.1907                   | Buenos Aires                 | Urugwaj                      |                              | 2:1                          | Copa Lipton                  |
| 3.                           | 13.09.1908                   | Buenos Aires                 | Urugwaj                      | Gol                          | 2:1                          | Copa Newton                  |
| 4.                           | 04.10.1908                   | Buenos Aires                 | Urugwaj                      |                              | 0:1                          | Gran Premio                  |
| 5.                           | 15.08.1909                   | Buenos Aires                 | Urugwaj                      | Gol                          | 2:1                          | Copa Lipton                  |
| 6.                           | 10.10.1909                   | Buenos Aires                 | Urugwaj                      | Gol                          | 3:1                          | Gran Premio                  |
| 7.                           | 12.06.1910                   | Buenos Aires                 | Urugwaj                      | Gol                          | 4:1                          | Copa Centenario              |
| 8.                           | 15.08.1910                   | Montevideo                   | Urugwaj                      |                              | 1:3                          | Copa Lipton                  |
| 9.                           | 13.11.1910                   | Buenos Aires                 | Urugwaj                      |                              | 1:1                          | Gran Premio                  |
| 10.                          | 27.11.1910                   | Buenos Aires                 | Urugwaj                      |                              | 2:6                          | Gran Premio                  |
| 11.                          | 08.10.1911                   | Montevideo                   | Urugwaj                      | Gol                          | 1:1                          | Gran Premio                  |
| 12.                          | 22.10.1911                   | Buenos Aires                 | Urugwaj                      |                              | 2:0                          | Gran Premio                  |
| 13.                          | 29.10.1911                   | Montevideo                   | Urugwaj                      |                              | 0:3                          | Gran Premio                  |
| 14.                          | 25.08.1912                   | Montevideo                   | Urugwaj                      |                              | 0:3                          | Gran Premio                  |
| 15.                          | 06.10.1912                   | Avellaneda                   | Urugwaj                      |                              | 3:3                          | Copa Newton                  |
| 16.                          | 15.06.1913                   | Avellaneda                   | Urugwaj                      |                              | 1:1                          | Copa Presídente Peña         |
| 17.                          | 09.07.1913                   | Avellaneda                   | Urugwaj                      |                              | 2:1                          | Copa Presídente Peña         |